# Чёрное солнце (Гудрик-Кларк)
«Чёрное солнце: арийские культы, эзотерический нацизм и политика идентичности» (англ. Black Sun: Aryan Cults, Esoteric Nazism and the Politics of Identity) — монография британского историка Николаса Гудрика-Кларка о послевоенном нацистском оккультизме и близких к нему явлениях.

## Содержание
В монографии представлено исследование квазирелигиозных и мифических элементов, которые широко распространены в современной неонацистской среде. В ответ на вызовы глобализации, мультикультурализма и масштабной иммиграции из стран Третьего мира неонацистский расизм в США, Европе и других странах в ряде случаев трансформировался в то, что автор называет «новыми фёлькише-религиями белой идентичности». Это нео-фёлькише возрождение, напоминающее некоторые ранние нацистские идеи, включает в себя смесь антисемитских неоязыческих сект, церквей «христианской идентичности», искажённых вариантов восточного мистицизма, оккультных влияний, конспирологии нью-эйдж и сатанистов из музыкальной субкультуры блэк-метал.
Опираясь на свою более раннюю работу, «Оккультные корни нацизма» (1985), Гудрик-Кларк в «Чёрном солнце» проводит параллель между брожением фёлькише в гитлеровской Австрии и ролью позднейших маргинализированных неонацистских культов, многие из которых переоформили «арийский» расизм в новые формы под влиянием восточных религий. Решающим отличием, по мнению автора, является переход от яростного немецкого национализма Третьего рейха к более широкой расистской идеологии глобального превосходства «белых». «Очень важно, что арийский культ белой идентичности сейчас наиболее выражен в Соединённых Штатах», писал Гудрик-Кларк, добавляя, что американские неонацистские группы ведут себя как преследуемые религиозные секты, готовящиеся к окончательной конфронтации с прогнившим миром. Они обладают разными эксцентричностями — от антисемитских церквей христианской идентичности до антихристианских, расистских групп одинистов — но почти все поддерживают милленаристское видение белой расовой утопии.
Фантастические идеи о нацистских НЛО и секретных нацистских базах, по мнению Гудрика-Кларка, свидетельствуют, что «арийские культы и эзотерический нацизм создают мощные мифологии, чтобы свести на нет упадок власти белых в мире». Эти новые религиозные движения «могут быть ранними симптомами серьёзных изменениях в наших современных западных демократиях». «Риски расовой религиозности велики… Всякий раз, когда человеческие группы интерпретируются как абсолютные категории добра и зла, света и тьмы, и человеческое сообщество, и само человечество принижаются».
Журнал Publishers Weekly назвал книгу «всесторонним исследованием», которое «дополняет наши знания о больших и пугающих щупальцах нацистской идеологии».

## Издание
- Goodrick-Clarke, Nicholas. Black Sun: Aryan Cults, Esoteric Nazism and the Politics of Identity. — New York University Press, 2002. — ISBN 0-81-473124-4.